# El Drall
El Drall va ser una revista satírica setmanal en llengua catalana que va sortir al carrer l'any 1988. La publicació tancaria portes l'any 1989.

## Col·laboradors
Azagra, Baiget, Barnils, Jordi Bibià, Borbón, Boix, Guillem Cifré, Ferreres, Moix, Nazario, Onoro, Rosselló, Puyal, Toni Batllori, Uts.